# Oostelijke wangzakeekhoorn
De oostelijke wangzakeekhoorn (Tamias striatus), ook wel oostelijke chipmunk, gewone chipmunk of oostelijke aardeekhoorn genoemd, is een knaagdier uit de familie van de eekhoorns (Sciuridae). Het is een weinig schuwe soort, die algemeen aangetroffen wordt in het oostelijke deel van Noord-Amerika. De wetenschappelijke naam van de soort werd als Sciurus striatus in 1758 gepubliceerd door Carl Linnaeus.

## Beschrijving
De oostelijke wangzakeekhoorn is grijs- of roodbruin van kleur, bij de stuit meer vaalrood. De buikzijde is lichter van kleur. Op de flanken loopt een witte streep, omrand door twee zwarte strepen. Deze strepen eindigen bij de staart. Over de rug lopen twee witte strepen, die veel dunner zijn dan de flankstrepen, en een donkere streep in het midden. Boven en onder de ogen lopen bleke gezichtsstrepen. De lange pluimstaart eindigt in een bruine punt, begrensd met zwarte haren. De oren zijn duidelijk zichtbaar.
De kleine chipmunk (Tamias minimus), waarmee het verspreidingsgebied gedeeltelijk overlapt, is kleiner dan de oostelijke wangzakeekhoorn, en heeft vier witte strepen van gelijke grootte.
De kop-romplengte bedraagt 13,5 tot 19 cm, de staartlengte 7,8 tot 11,3 cm en de achtervoetlengte 32 tot 38 mm. Het lichaamsgewicht is 66 tot 139 g.
Beide geslachten maken geregeld geluiden. Er zijn twee geluiden te onderscheiden. Het eerste geluid is een luide, trillende 'tsjip-tsjip-tsjip', dat zeer snel herhaald wordt en hierdoor tot ongeveer 130 trillen per minuut kan komen. Aan dit geluid dankt het dier zijn naam 'chip'munk. Het tweede geluid is een lagere, langzame 'kuk... kuk... kuk...'. Het zijn beide waarschuwingskreten, waarmee hij soortgenoten en andere kleine dieren voor mogelijke predatoren waarschuwt.

## Sporen
De oostelijke wangzakeekhoorn laat als voedselresten verstrooide notendoppen achter, die aan één kant geopend zijn. Knaagsporen kunnen worden aangetroffen op boomstammen, stronken en op stenen.
Bij pootafdrukken, achtergelaten in de modder, is de afdruk van de achtervoet ongeveer 48 mm lang. De afdruk van de voorvoet veel kleiner. In stilstand bedraagt de afstand tussen de afdrukken van voor- en achtervoet ongeveer 45 tot 90 mm. In loop bedraagt diezelfde afstand 180 tot 380 mm, waarbij de achtervoeten dichter bij elkaar geplaatst staan en voor de voorvoeten worden achtergelaten.

## Verspreiding en leefgebied
De oostelijke wangzakeekhoorn leeft in open loofbossen, voornamelijk in berkenbossen. Hij wordt ook aangetroffen langs bosranden, en in struwelen op een rotsachtige bodem met veel spleten. Ook laat hij zich in de buurt van mensen zien, zoals rond huizen en op begraafplaatsen, waar hij zich voornamelijk rond stenen muurtjes ophoudt.
Het verspreidingsgebied omvat Zuidoost-Canada en het centrale en oostelijke deel van de Verenigde Staten. De noordgrens loopt van Zuid-Manitoba tot Nova Scotia, oostgrens door het oosten van North Dakota en Oklahoma, en de zuidgrens door Mississippi, Noordwest-South Carolina en Virginia.
In het grootste deel van het verspreidingsgebied is het de enige chipmunksoort. In het noordoosten van het verspreidingsgebied, van Manitoba tot en met de Grote Meren, leeft eveneens een andere chipmunk, de kleine chipmunk.

## Leefwijze
De oostelijke wangzakeekhoorn is een solitaire soort. Het is over het algemeen een grondbewoner, die echter goed kan klimmen en soms ook in bomen en struiken te vinden is. Hij is voornamelijk in de schemering actief.

### Voedsel

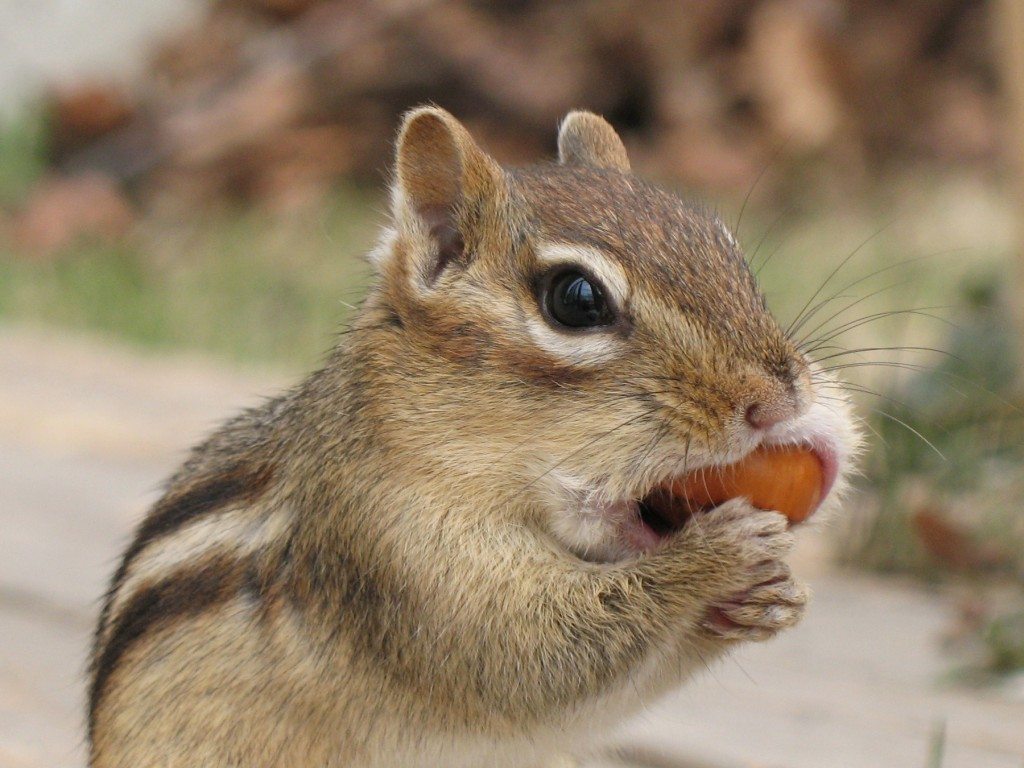
Een wangzakeekhoorn vult een wangzak met een nootje

Hij leeft voornamelijk van noten als eikels en noten van de hickory, maar ook hazelnoten en kastanjes. Hij foerageert voornamelijk op de grond, maar klimt soms ook voor voedsel. Zo zal hij in eiken klimmen als de eikels rijp zijn, en zal hij in hazelaars klimmen voor hazelnoten. Het voedsel wordt vervoerd in zijn wangzakken en verzameld in voorraadholen. Het dieet wordt aangevuld met zaden als kersenpitten en andere vegetatie, zoals bessen, maar ook landbouwgewassen. Ook dierlijk voedsel wordt soms gegeten. De chipmunk voedt zich met sommige ongewervelden als naakt- en huisjesslakken. Ook kleine gewervelde dieren worden gegeten; het gaat hierbij waarschijnlijk om gevonden aas, en het is niet waarschijnlijk dat de chipmunk zelf de dieren heeft gedood.

### Sociaal gedrag
De oostelijke wangzakeekhoorn leeft in een zelfgegraven hol. Dit hol kan bestaan uit een simpele gang of een meer complex gangenstelsel, en is tot drie meter lang en minder dan een meter diep. De gangen kunnen vergrote kamers bevatten. In deze kamers ligt of een uit bladeren en houtschilfers bestaand nest of een voedselvoorraad, waarin in de herfst noten, zaden en pitten worden opgeslagen. Deze voedselvoorraden kunnen zo groot zijn dat ze tot de zomer kunnen meegaan. De ingang van het hol is ongeveer vijf cm breed en bevindt zich vaak in een beboste helling of zandbank of onder een boomstronk of steen.
De oostelijke wangzakeekhoorn houdt geen echte winterslaap, maar een winterrust. Aan het einde van de herfst begint het dier met zijn winterrust. Iedere twee weken ontwaakt de eekhoorn om zich te voeden met in de voorraadkamers opgeslagen voedsel. Op sommige dagen, voornamelijk met zachter weer, laat hij zich ook buiten zijn hol zien. De winterrust duurt tot het begin van de lente.

### Voortplanting
De paartijd valt vroeg in het voorjaar. Een vrouwtje krijgt één worp per jaar. Gemiddeld drie tot vijf jongen, maximaal acht, worden geboren in mei. Vrouwtjes van een jaar oud die niet in de voorjaar hebben gepaard, kunnen eind juli of augustus een nestje werpen. Enkel het vrouwtje zorgt voor de jongen. De jongen worden vijf weken gezoogd, maar blijven enkele maanden bij hun moeder.

### Levensverwachting en vijanden
De oostelijke wangzakeekhoorn wordt ongeveer vijf jaar oud. De belangrijkste natuurlijke vijand is de langstaartwezel (Mustela frenata), maar ze worden ook gegrepen door sperwerachtigen, vossen, de rode lynx en huiskatten.

## Relatie met de mens
De oostelijke wangzakeekhoorn is niet schuw of bang voor mensen en wordt daardoor geregeld waargenomen. Het is hierdoor een van de vaker geziene diersoorten van Noord-Amerika. Hij wordt geregeld waargenomen op campings en picknickplaatsen, waar veel voedsel te vinden is, en leeft soms in de nabijheid van de mens. Ze kunnen hier schade aanrichten aan landbouwgewassen. Hij wordt tevens soms gehouden als huisdier.